# 安汶真鯊
安汶真鲨（學名：Carcharhinus amboinensis），為軟骨魚綱板鰓亞綱真鯊目真鲨科的其中一種，被IUCN列為易危保育類動物。

## 分布
本魚分布於東大西洋、印度洋及西太平洋熱帶及亞熱帶海域，在東大西洋，它被發現於維德角群島和塞內加爾附近，以及從奈及利亞到納米比亞，在印度洋及西太平洋，從南非東部到阿拉伯半島（包括馬達加斯加、塞席爾群島和模里西斯），再到東南亞和澳洲北部，向北延伸至菲律賓和中國南部，深度0至150公尺。

## 特徵
本魚體延長且粗壯，鼻子寬短且圓鈍，眼小具有瞬膜，鼻孔前緣有中等大小的皮瓣，嘴巴呈現寬闊的拱形，嘴角沒有明顯的皺紋，上顎牙11-13列、下顎牙10-12列，牙齒寬闊，呈三角形，邊緣呈鋸齒狀，下顎的牙齒比上顎的牙齒稍窄，更直立，鋸齒更細，鰓縫5對，體上部呈灰色，下部呈白色，側面有淡淡的淺色帶，第一背鰭高且直立，第二背鰭和下尾鰭葉在尖端變暗，體長可達280公分。

## 生態
本魚喜歡沿海沉積物細膩、水體渾濁的環境，有時會進入河口，但不會溯河至淡水水域，通常單獨活動，屬肉食性，以硬骨魚、其他小型軟骨魚類、頭足類、腹足類、鯨豚屍體等為食。為胎生，雌魚妊娠期約12個月，交配和分娩均發生在夏末，一次可產下3到7尾幼魚，幼魚長約75–79公分，雄魚壽命至少為26年，雌魚壽命可達30年。

## 經濟利用
本魚偶爾會被延繩釣和刺網捕獲，魚肉和魚翅可食用。世界自然保護聯盟將本物種列為易危物種，同時指出其稀有性可能使其容易受到過度捕撈的影響。